# Haardtrand – Gottesacker
Das Naturschutzgebiet Haardtrand – Gottesacker liegt auf dem Gebiet des Landkreises Südliche Weinstraße in Rheinland-Pfalz. Das 30,13 ha große Gebiet, das mit Verordnung vom 8. Dezember 1989 unter Naturschutz gestellt wurde, erstreckt sich direkt westlich der Ortsgemeinde Pleisweiler-Oberhofen. Streckenweise direkt am östlichen Rand des Gebietes verläuft die Landesstraße 508. Am südlichen Rand fließt der Hirtenbach, östlich verläuft die B 48.

## Tourismus
Durch das Naturschutzgebiet verläuft der Pfälzer Mandelpfad.